# Pohotovostní oddíly Hlinkovy gardy
Pohotovostní oddíly Hlinkovy gardy (zkráceně POHG) byly speciální ozbrojené jednotky Slovenského státu, které vznikly v rámci Hlinkovy gardy krátce po vypuknutí Slovenského národního povstání z důvodu boje proti povstalcům a partyzánům. Úzce spolupracovaly s nacistickou armádou a podílely se na mnoha válečných zločinech.
Rozkaz k vybudování speciálních vojenských jednotek vydal 8. září 1944 hlavní náčelník štábu Hlinkovy gardy Otomar Kubala, přičemž původně byly tyto ozbrojené formace Hlinkovy gardy označované jako "aktivované jednotky". Zpočátku se skládaly výhradně z gardistických dobrovolníků, později v nich však byli organizováni nejen příslušníci Hlinkovy gardy (dále HG) ale i nečlenové HG, kteří byli povoláni vojenským rozkazem. V letech 1944 -1945 dosáhly POHG maximální počty 38 pohotovostních oddílů, 6 polních rot a 3 polní prapory (ačkoli ty pod POHG přímo nespadaly). Počet jednotek byl kolísavý, celkově je tvořilo přes 5000 mužů.
V POHG se soustředily nejradikálnější síly v rámci Hlinkovy gardy. 22. listopadu 1944 na poradě okresních velitelů HG v Trenčíně byla dohodnuta užší spolupráce s německými bezpečnostními jednotkami. Základ velitelského důstojnického sboru POHG tvořili osvědčení velitelé z některých okresních velitelství HG, kteří se stali veliteli regionálních POHG, polních rot a polních praporů POHG. POHG byly ve velké míře využívány německými jednotkami, protože jejich příslušníci znali dobře místní terén i obyvatelstvo ve svých úsecích. POHG se ve spolupráci s německou bezpečnostní policií SIPO, zpravodajskou službou SD, Heimatschutzem, Einsatzgruppe H (Einsatzkommando 13, Einsatzkommando 14) a dalšími speciálními a protipartyzánskými útvary podílely na protipartyzánských akcích a na akcích proti civilnímu obyvatelstvu, které spolupracovalo s povstaleckými a partyzánskými jednotkami.
Příslušníci POHG se prokazatelně podíleli na zavraždění přibližně 4 000 lidí a spolupracovali i na deportacích do koncentračních táborů. Známé jsou brutální popravy zajatých povstalců, partyzánů i civilního obyvatelstva ve vápence v Nemecké a vraždění v Kremničce. Účast POHG je potvrzena i na trestných výpravách proti civilnímu obyvatelstvu v obcích Smrečany, Plešivá nebo Magále.
Po skončení války byli různí příslušníci POHG odsouzeni k trestům smrti (jako například velitelé Otomar Kubala či Jozef Gašparík), mnozí další zas byli odsouzeni k dlouholetým trestům vězení. Některým se však podařilo uprchnout a před soud se za své zločiny nikdy nedostali (např. Jozef Nemsila).